# Малая Севастяновка
Ма́лая Севастя́новка (укр. Мала́ Севастя́нівка) — село в Уманском районе Черкасской области Украины.
Население по переписи 2001 года составляло 365 человек. Почтовый индекс — 20030. Телефонный код — 4745.

## Местный совет
20030, Черкасская обл., Христиновский р-н, с. Малая Севастяновка

## Фотогалерея
- Дом культуры
- Церковь Покрова Пресвятой Богородицы
- Памятник воинам-односельчанам
- Братская могила советских воинов
- Пруд на реке Удыч
- Парк им. Т. Шевченко